# Roeselia mikabo
Roeselia mikabo är en fjärilsart som beskrevs av Inoue 1970. Roeselia mikabo ingår i släktet Roeselia och familjen trågspinnare. Inga underarter finns listade.